# François Janssens (syndicaliste)
Pour les articles homonymes, voir François Janssens et Janssens.
François Janssens né à Uccle le 5 décembre 1943, décédé à Bruxelles le 27 juin 1995 est un syndicaliste belge et un militant wallon.

## Biographie
Docteur en droit de l'Université libre de Bruxelles, il devient conseiller juridique de la Fédération générale du travail de Belgique  (FGTB) de 1968 à 1972, puis secrétaire national du Syndicat des Employés, Techniciens et Cadres (SETCa), le syndicat des employés et des cadres de la FGTB de 1972 à 1977 enfin son président de 1977 à 1989. Il est ensuite président de la FGTB nationale, qui est l'un des deux grands syndicats belges avec la Confédération des syndicats chrétiens (CSC), le premier Wallon à occuper ce poste.
Il adhère, fin 1961, au Mouvement populaire wallon créé à la suite de la grève générale de l'hiver 1960-1961. Il s'y oppose à la politique fiscale du gouvernement  Lefèvre-Spaak (1961-1965), en ce qui concerne les projets de loi sur le maintien del'ordre (projets qui prennent leur naissance dans le mouvement social de 1960-1961). Il soutient Fernand Massart lorsque celui-ci quitte le Parti socialiste belge, à la suite de la non-prise en considération du Pétitionnement wallon. Il prend également la parole au congrès du Comité central d'Action wallonne à Namur en mars 1963. Malgré la déclaration d'incompatibilité entre l'appartenance au MPW et au Parti socialiste de novembre 1964, il décide de demeurer membre du MPW. Il est président fédéral des Jeunes Wallons, l'organisation de jeunesse du MPW.

## Source
- Encyclopédie du Mouvement wallon, tome II, p. 863.